# 欧冶子
欧冶子（？—？），春秋末期至战国初期越國人。中国古代製剑鼻祖。传说中其女兒名為「莫邪」，而「干將」為其女婿。「干將莫邪」這二把劍就是其女兒女婿製成。

## 记载
据《越绝书》记载，越王勾践召來善於相劍的薛烛請其相五把寶劍。薛烛先後說毫曹（有説法指毫曹即勝邪）、巨闕均稱不上是寶劍，勾践遂喚人拿來纯钧，薛烛一聽大驚。他表示歐冶子造過三大兩小的劍，分別爲湛卢，純鈞，勝邪，鱼肠，巨闕，均非常珍稀。後來吳王阖庐拿到勝邪、魚腸、湛盧，並用魚腸刺殺吳王僚。
同一章又记载楚王找风胡子請干將和歐冶子製劍，兩人“鑿茨山，洩其溪，取鐵英”，造了三把劍，即龍淵（後改稱龍泉）、泰阿、工布。楚王後來持泰阿登城指挥楚军，击败晋郑联军。

### 巨闕
薛烛說巨闕不是寶劍後，勾践説起該劍剛製成之時的事。他坐於壇上見到宮内有馬匹拉著馬車亂奔，他拔劍指向馬匹，不料劍氣劃破繮繩，吹飛馬車。該劍輕鬆切開銅釜鐵缔，猶如切開米餅一樣，故稱爲巨闕。

### 工布
楚王問风胡子三把劍的劍名由來，對於工布，他答曰“釽從文起，至脊而止，如珠不可衽，文若流水不絕”。